# Festival de Cinema de Sitges

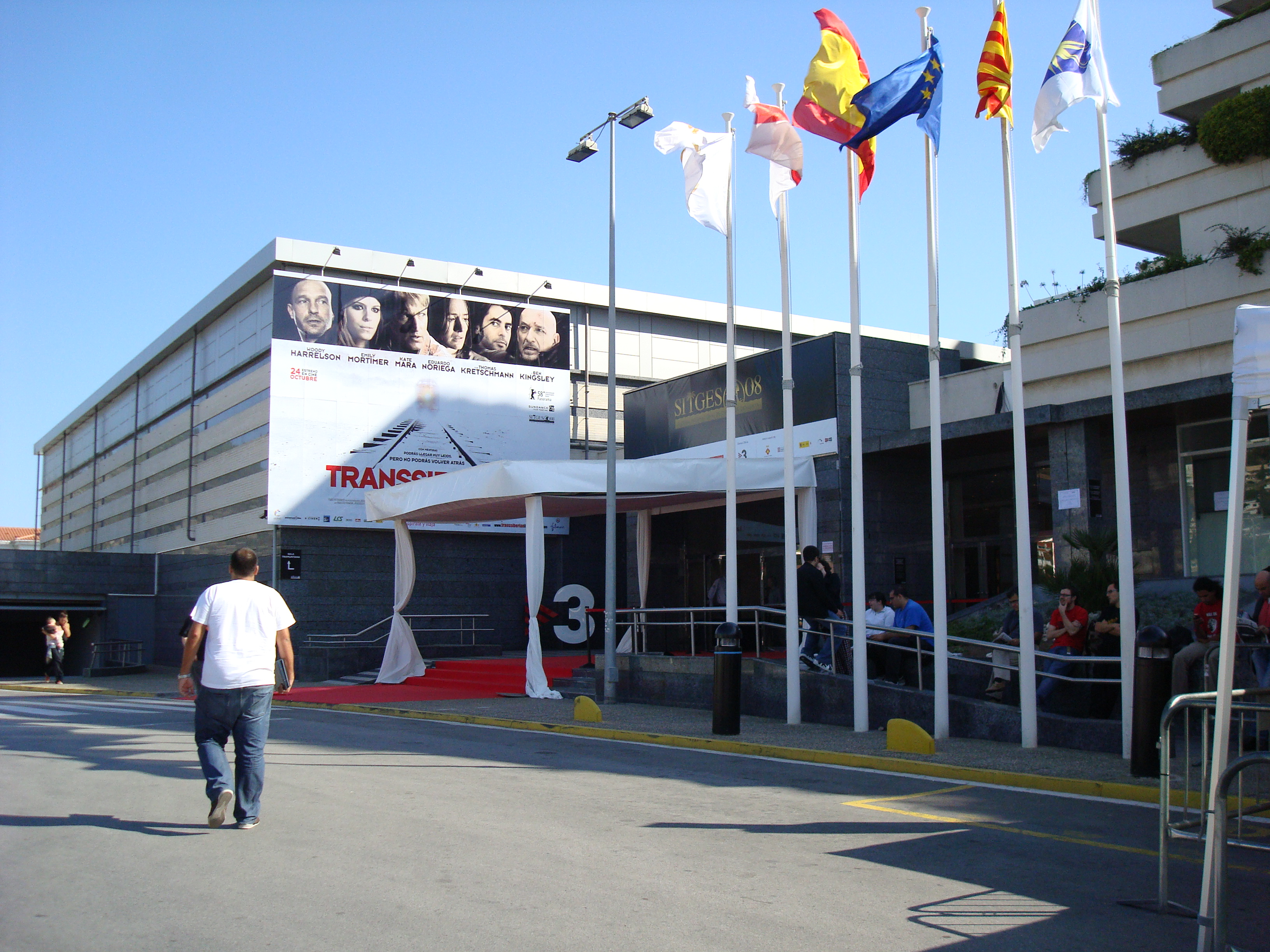
Festival de Sitges em 2008

O Festival de Cinema de Sitges (catalãoː Festival Internacional de Cinema Fantàstic de Catalunya) é um festival de cinema espanhol e um dos mais importantes festivais internacionais, especializando-se em filmes de terror e fantasia. Criado em 1968, o festival acontece normalmente a cada ano, no início de outubro, na estância costeira de Sitges, a 34 quilômetros a oeste-sudoeste da cidade de Barcelona, Catalunha, Espanha.
O local principal do Festival de Cinema de Sitges é o "Auditori" (Auditório), que tem uma capacidade de 1.384 bancos. O festival também acontece em El Prado, El Retiro e Sala Tramuntana.
O "Auditori", fica localizado dentro do Melia Hotel, na área de Port d'Aiguadolç.
O diretor do festival é Àngel Sala.

## Prêmios
Desde 1971, o festival tem premiado os melhores filmes, atores e cineastas.
O Prêmio Maria é o principal prêmio do festival, e seus vencedores são escolhidos por um júri internacional. São eles:
- Melhor Filme
- Melhor Diretor
- Melhor Ator
- Melhor Atriz
- Melhor Roteiro
- Melhor Fotografia
- Melhor Trilha Sonora Original
- Melhor Curta-Metragem
- Melhor Maquiagem
- Melhor Design de Produção

O festival também apresenta:
- O Prêmio Infinia de Melhores Efeitos Especiais
- O Prêmio Noves Visions
- O Prêmio do Carnet Jove Jury
- Um Prêmio para o Melhor Novo Diretor
- Os Prêmios Gertie de Melhores Curta-Metragem e Longa-Metragem de Animação
- O Prêmio do Grande Público (Gran Premi del Públic), que é concedido de acordo com os votos dos espectadores do festival.
- O Prêmio Midnight X-Treme, que é concedido ao melhor filme das sessões especiais (e é escolhido pelo Carnet Jove Jury)

## Os vencedores
| Ano  | Melhor Filme                                             | Melhor Diretor                                                                            | Melhor Ator                                                                               | Melhor Atriz                                                   |
| ---- | -------------------------------------------------------- | ----------------------------------------------------------------------------------------- | ----------------------------------------------------------------------------------------- | -------------------------------------------------------------- |
| 1971 | Janusz Majewski (Lokis) and Michael Skaife (Necrophagus) | Vincent Price (The Abominable Dr. Phibes)                                                 | Youn Yuh-jung (Woman of Fire)                                                             |                                                                |
| 1972 | The Cremator                                             | Robert Mulligan (The Other)                                                               | Rudolf Hrusinsky (The Cremator)                                                           | Geraldine Chaplin (Zero Population Growth)                     |
| 1973 | Juan Luis Buñuel (Au rendez-vous de la mort joyeuse)     | Eugene Levy (Cannibal Girls)                                                              | Andrea Martin (Cannibal Girls)                                                            |                                                                |
| 1974 | Robert Fuest (Dr. Phibes Rises Again)                    | Mark Burns (House of the Living Dead)                                                     | Cristina Galbó (Let Sleeping Corpses Lie)                                                 |                                                                |
| 1975 | David Cronenberg (Shivers)                               | Paul Naschy (La Maldicion de la Bestia)                                                   | Lana Turner (Persecution)                                                                 |                                                                |
| 1976 | Dario Argento (Profondo Rosso)                           | Peter Cushing (The Ghoul)                                                                 | Brenda Vaccaro (Death Weekend)                                                            |                                                                |
| 1977 | Dan Curtis (Burnt Offerings)                             | Burgess Meredith (Burnt Offerings)                                                        | Karen Black (Burnt Offerings)                                                             |                                                                |
| 1978 | Long Weekend)                                            | Richard Franklin (Patrick)                                                                | John Hargreaves (Long Weekend)                                                            | Camille Keaton (Day of the Woman)                              |
| 1979 | Juraj Herz (Panna a netvor)                              | Gerhard Olschewski (Der Mörder)                                                           | Lisa Pelikan (Jennifer)                                                                   |                                                                |
| 1980 | Veljko Bulajic (The Man to Destroy)                      | Nicholas Worth (Don't Answer the Phone)                                                   | Cyd Hayman (The Godsend)                                                                  |                                                                |
| 1981 | Walerian Borowczyk (Docteur Jekyll et les femmes)        | Mircea Bogdan (Povestea dragostei)                                                        | Linda Haynes (Human Experiments)                                                          |                                                                |
| 1982 | Tony Williams (Next of Kin)                              | Richard Chamberlain (The Last Wave)                                                       | Annie McEnroe (Warlords of the 21st Century)                                              |                                                                |
| 1983 | Luc Besson (Le Dernier Combat)                           | Vincent Price, Christopher Lee, Peter Cushing, John Carradine (House of the Long Shadows) | Elizabeth Ward (Alone in the Dark)                                                        |                                                                |
| 1984 | The Company of Wolves                                    | Carl Schenkel (Abwärts)                                                                   | Joe Morton (The Brother from Another Planet)                                              | Amy Madigan (Streets of Fire)                                  |
| 1985 | Re-Animator                                              | Shuji Terayama (Farewell to the Ark)                                                      | John Walcutt (Return)                                                                     | Lori Cardille (Day of the Dead)                                |
| 1986 | Blue Velvet                                              | Sergei Parajanov, Dodo Abashidze (The Legend of the Suram Fortress)                       | Juanjo Puigcorbé (Més enllà de la passió)                                                 | Caroline Williams (The Texas Chainsaw Massacre Part 2)         |
| 1987 | A Hungarian Fairy Tale                                   | Paul Verhoeven (RoboCop)                                                                  | Michael Nouri (The Hidden)                                                                | Jill Schoelen (The Stepfather)                                 |
| 1988 | The Navigator: A Medieval Odyssey                        | George A. Romero (Monkey Shines)                                                          |                                                                                           |                                                                |
| 1989 | Heart of Midnight                                        | Peter Greenaway (The Cook, the Thief, His Wife & Her Lover)                               | Michael Gambon (The Cook, the Thief, His Wife & Her Lover), Nicolas Cage (Vampire's Kiss) | Rosanna Arquette (Black Rainbow)                               |
| 1990 | Henry: Portrait of a Serial Killer                       |                                                                                           |                                                                                           |                                                                |
| 1991 | Europa                                                   | Jean-Pierre Jeunet, Marc Caro (Delicatessen)                                              | Dominique Pinon (Delicatessen)                                                            | Juliet Stevenson (Truly Madly Deeply)                          |
| 1992 | C'est arrivé près de chez vous                           |                                                                                           |                                                                                           |                                                                |
| 1993 | Orlando                                                  |                                                                                           |                                                                                           |                                                                |
| 1994 | 71 Fragmente einer Chronologie des Zufalls               |                                                                                           |                                                                                           |                                                                |
| 1995 | Citizen X                                                | Chris Gerolmo (Citizen X), Michael Almereyda (Nadja (film))                               | Stephen Rea (Citizen X)                                                                   | Bridget Fonda (Rough Magic)                                    |
| 1996 | The Pillow Book                                          | Mohsen Makhmalbaf (Gabbeh)                                                                | James Woods (Killer: A Journal of Murder)                                                 | Melinda Clarke (The Killer Tongue)                             |
| 1997 | Gattaca                                                  | Scott Reynolds (Ugly (film))                                                              | Sam Rockwell (Lawn Dogs)                                                                  | Reese Witherspoon (Freeway)                                    |
| 1998 | Cube                                                     | Michael Di Jiacomo (Animals (film))                                                       | Jared Harris (Trance (filme de 1998))                                                     | Évelyne Dandry (Sitcom                                         |
| 1999 | Ringu                                                    | Ben Hopkins (Simon Magus)                                                                 | Noah Taylor (Simon Magus)                                                                 | Emma Valirasau (The Nameless (filme))                          |
| 2000 | In the Light of the Moon                                 | Geoffrey Wright (Cherry Falls)                                                            | Steve Railsback (In the Light of the Moon)                                                |                                                                |
| 2001 | Vidocq                                                   | Brad Anderson (Session 9)                                                                 | Eduard Fernández (Fausto 5.0)                                                             | Yūki Amami (Inugami)                                           |
| 2002 | Dracula: Pages From a Virgin's Diary                     | David Cronenberg (Spider)                                                                 | Jeremy Northam (Cypher)                                                                   | Angela Bettis (May)                                            |
| 2003 | Zatōichi                                                 | Alexandre Aja (High Tension)                                                              | Robert Downey Jr. (The Singing Detective)                                                 | Cécile de France (High Tension)                                |
| 2004 | Oldboy                                                   | Johnnie To (Breaking News)                                                                | Christian Bale (The Machinist)                                                            | Mónica López (El Habitante Incierto)                           |
| 2005 | Hard Candy                                               |                                                                                           |                                                                                           |                                                                |
| 2006 | Requiem                                                  | Martin Weisz (Grimm Love)                                                                 | Thomas Kretschmann, Thomas Huber (Grimm Love)                                             | Sandra Hüller (Requiem)                                        |
| 2007 | The Fall                                                 |                                                                                           |                                                                                           |                                                                |
| 2008 | Surveillance                                             |                                                                                           |                                                                                           |                                                                |
| 2009 | Moon                                                     |                                                                                           |                                                                                           |                                                                |
| 2010 | Rare Exports: A Christmas Tale                           |                                                                                           |                                                                                           |                                                                |
| 2011 | Red State                                                | Julia Leigh (Sleeping Beauty)                                                             | Michael Parks (Red State)                                                                 | Brit Marling (Another Earth)                                   |
| 2012 | Holy Motors                                              | Leos Carax (Holy Motors)                                                                  | Vincent D'Onofrio (Chained)                                                               | Alice Lowe (Sightseers)                                        |
| 2013 | Borgman                                                  | Navot Papushado, Aharon Keshales (Big Bad Wolves)                                         | Andy Lau (Blind Detective)                                                                | Juno Temple (Magic Magic)                                      |
| 2014 | I Origins                                                | Jonas Govaerts (Cub)                                                                      | Nathan Phillips (These Final Hours), Koji Yakusho (The World of Kanako)                   | Essie Davis (The Babadook), Julianne Moore (Maps to the Stars) |
| 2015 | The Invitation                                           | S. Craig Zahler (Bone Tomahawk)                                                           | Joel Edgerton (The Gift)                                                                  | Pili Groyne (The Brand New Testament)                          |

### Outros festivais de cinema
- Fantasporto
- Festival Internacional de Cinema Fantasia
- Fantastic Fest
- Screamfest Horror Film Festival
- Festival Internacional de Cinema Fantástico de Bruxelas
- Festival Internacional de Cinema Fantástico de Puchon
- Dead by Dawn
- Fantafestival
- Festival Internacional de Cinema de Terror e Ficção Científica
- Festival de Cinema de Terror da Cidade de Nova Iorque
- Festival de Cinema After Dark de Toronto
- TromaDance